# エディソン・ミランダ
エディソン・ミランダ（Edison Miranda、男性、1981年1月7日 - ）は、コロンビアのプロボクサー。ブエナベントゥラ出身。

## 来歴
2001年3月16日、コロンビアでプロデビューし、初回TKO勝ち。
2005年6月16日、23戦目でWBOラテンアメリカ・IBFラテンアメリカ・NABO北米ミドル級王座決定戦でホセ・バレラと対戦し、12回判定勝ちで王座を獲得した。同王座は1度の防衛に成功した。
2006年3月24日、IBF世界ミドル級王座挑戦者決定戦でハワード・イーストマンと対戦し、7回TKO勝ちで世界王座挑戦権を獲得した。
2006年9月23日、27戦目でIBF世界ミドル級王者アルツール・アブラハムに挑戦し、アブラハムの顎の骨を折ったが12回判定負けで王座獲得ならず。無敗同士の対戦であったが、キャリア初黒星となった。
2007年5月19日、WBC世界ミドル級王座挑戦者決定戦でケリー・パブリクと対戦し、7回TKO負け。
2008年6月21日、王者アルツール・アブラハムとノンタイトルマッチで再戦し、4回TKO負けを喫した。
2009年5月16日、NABO・NABF北米スーパーミドル級王者アンドレ・ウォードに挑戦し、12回判定負けで王座獲得ならず。
2010年4月17日、IBF世界スーパーミドル級王者ルシアン・ブーテに挑戦し、3回TKO負けで王座獲得ならず。
2015年1月29日、国際的な麻薬と資金洗浄組織の一員であるとして指名手配される。